# Eko Roni Saputra
Eko Roni Saputra (ur. 2 maja 1991) – indonezyjski zapaśnik walczący w stylu wolnym. Dziewiąty na igrzyskach azjatyckich w 2018. Srebrny medalista igrzysk Azji Południowo-Wschodniej w 2013 i brązowy w 2009 roku.
Absolwent Universitas Mulawarman w Samarinda.